# Cloruro de calcio
El cloruro de calcio o cloruro cálcico es un compuesto químico, inorgánico, mineral utilizado como medicamento en enfermedades o afecciones ligadas al exceso o deficiencia de calcio en el organismo y da una coloración naranja-roja a la llama. También es usado en la industria de la alimentación. Debido a que la sal anhidra es higroscópica y delicuescente, se utiliza como desecante.

## Propiedades químicas
El cloruro de calcio puede ser una fuente de iones de calcio en una disolución, por ejemplo por precipitación ya que muchos compuestos con el calcio son insolubles. Por esa razón se utiliza como coagulante en algunos tipos de tratamientos de aguas residuales:
3 CaCl2(aq) + 2 K3PO4(aq) → Ca3(PO4)2(s) + 6 KCl(aq)
El cloruro de calcio fundido puede ser electrolizado, depositándose calcio metálico en el cátodo y recogiéndose dicloro gaseoso en el ánodo:
CaCl2(l) → Ca(s) + Cl2(g)

## Preparación
.

Estructura del centro polimérico [Ca(H2O)6](2+) en cloruro cálcico cristalino hexahidratado, que ilustra el elevado número de coordinación típico de los complejos de calcio

En gran parte del mundo, el cloruro de calcio se obtiene a partir de piedra caliza como subproducto del proceso Solvay, que sigue la reacción neta siguiente:
2 HCl + CaCO
3 → CO
2 + CaCl
2 + H
2O
El consumo norteamericano en 2002 fue de 1.529.000 toneladas (3.370 millones de libras). En Estados Unidos, la mayor parte del cloruro cálcico se obtiene por purificación a partir de salmuera. Al igual que ocurre con la mayoría de los productos básicos de sal a granel, oligoelemento cantidades de otros cationes de los metales alcalinos y metales alcalinotérreos (grupos 1 y 2) y otros aniones de los halógenos (grupo 17).

### Presencia
El cloruro de calcio se presenta como los raros minerales evaporita sinjarita (dihidrato) y antarticita (hexahidrato). Otro hidrato natural conocido es la ghiaraita - un tetrahidrato. Los minerales relacionados clorocalcita (cloruro de potasio y calcio, KCaCl
3) y taquihidrita (cloruro de calcio y magnesio, CaMg
2Cl
6·12H
2O) también son muy raros. Lo mismo ocurre con la rorisita, CaClF (cloruro de calcio fluorado).

## Usos farmacológicos

### Presentación farmacológica
- Cloruro de calcio al 10 %, ampolla 1g/10 ml = 30 ml de gluconato de calcio al 10 %.

### Grupo terapéutico
- Suplemento mineral de calcio.

### Consideraciones en la preparación y administración
Si se administra en inyección rápida, existe riesgo de bradicardia, dolor urente, hipotensión, parada cardiorrespiratoria y sabor metálico. Se recomienda utilizar una vena gruesa.
El cloruro de calcio se puede utilizar en el reemplazo de sales en la alimentación.

### Indicaciones en urgencias
- Arritmias cardíacas asociadas a hipermagnesemia e hiperpotasemia.
- Hipocalcemia severa.
- Intoxicación por sulfato de magnesio o calcioantagonistas.
- Parada cardiorrespiratoria que no responde a adrenalina y con sospecha de hipocalcemia.
- Sobredosis de bloqueantes de canales de calcio.

### Precauciones
- Insuficiencia renal.

El cloruro de calcio utilizado en la industria láctea y alimentaria en general, tiene las siguientes especificaciones: calcio ≤75 ppm, hierro ≤5 ppm, cloro ≤50 ppm, sulfato ≤150 ppm, oxalato ≤100 ppm.
El oxalato de calcio tiene poca solubilidad a bajas temperaturas, por lo que un consumo elevado produce la aglomeración de cristales en el cuerpo.
El 90 % de los cálculos renales están compuestos de oxalato de calcio.
Algunos de los síntomas de la formación de cálculos son: dolor extremo en la espalda o la parte inferior del abdomen que no desaparece, sangre en la orina, fiebre y escalofríos, vómitos, orina que tiene mal olor o es de aspecto turbio, dolor al orinar.
Estos problemas pueden indicar la presencia de una piedra en los riñones o una afección más grave.

## Uso en alimentación
Actualmente es un producto muy utilizado en las más prestigiosas cocinas del mundo. Interviene junto con el alginato sódico y otras sustancias en un proceso conocido como esferificación básica: creación de bolitas tipo caviar.
También se utiliza en la elaboración de queso.  El cloruro de calcio tiene como función darle mayor firmeza mecánica a la cuajada. Esto es peculiarmente importante al tratar leche pasteurizada ya que durante la pasteurización, se produce descalcificación parcial de las caseínas. La cantidad que se debe añadir es no más del 0.02 % en peso, con respecto al peso de la leche. La ausencia de cloruro de calcio hace que muchas veces la cuajada tenga poca firmeza mecánica y, entonces, al cortarla, se generarán cantidades innecesarias de "polvo" o "finos" de cuajada, que se depositan en el fondo de la tina de quesería y se van con el lactosuero, en lugar de contribuir al rendimiento de queso.

### Alimentación
La ingesta media de cloruro de calcio como aditivo alimentario se ha estimado en 160-345 mg/día. El cloruro de calcio está permitido como aditivo alimentario en la Unión Europea para su uso como secuestrante y agente reafirmante con el número E E509. Está «considerado generalmente como seguro» (GRAS) por la U.S. Food and Drug Administration. Su uso en producción de cultivos ecológicos está generalmente prohibido por el Programa Nacional Ecológico de EE. UU.
Como agente endurecedor, el cloruro cálcico se utiliza en conservas vegetales, en el endurecimiento de la cuajada de soja para obtener tofu y en la producción de caviar. sustituto de zumos de verduras o frutas. Se utiliza habitualmente como electrolito en  bebidas deportivas y otras bebidas, incluida el agua embotellada. El sabor extremadamente salado del cloruro cálcico se utiliza para dar sabor a los pepinos en vinagre sin aumentar el contenido de sodio de los alimentos. Las propiedades del cloruro cálcico para reducir el punto de congelación se utilizan para ralentizar la congelación del caramelo en las tabletas de chocolate rellenas de caramelo. También se añade con frecuencia a las manzanas en rodajas para mantener la textura.
En la elaboración de cerveza, el cloruro cálcico se utiliza a veces para corregir deficiencias minerales en el agua de elaboración. Afecta al sabor y a las reacciones químicas durante el proceso de elaboración, y también puede afectar a la función de la levadura durante la fermentación.
En la fabricación de queso, a veces se añade cloruro cálcico a la leche procesada (pasteurizada/homogeneizada) para restablecer el equilibrio natural entre el calcio y las proteínas de la caseína. Se añade antes del coagulante.
El cloruro cálcico se utiliza para prevenir la mancha de corcho y el  mancha amarga en las manzanas mediante pulverización en el árbol durante el final de la temporada de crecimiento.

### Laboratorio y operaciones de secado relacionadas
Los  tubos de secado suelen llevar cloruro cálcico. Las algas se secan con cloruro cálcico para su uso en la producción de carbonato sódico. El cloruro cálcico anhidro ha sido aprobado por la FDA como auxiliar de envasado para garantizar la sequedad (CPG 7117.02).
La sal hidratada puede secarse para su reutilización, pero se disolverá en su propia agua de hidratación si se calienta rápidamente y formará un sólido amalgamado duro cuando se enfríe.

## Deshielo y depresión del punto de congelación

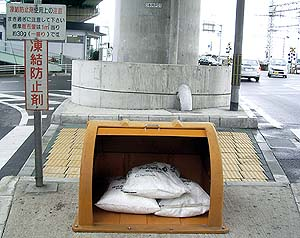
CaCl2 a granel para descongelar en Japón

Al deprimir el punto de congelación del agua, el cloruro de calcio se usa para prevenir la formación de hielo y se usa para descongelar. Esta aplicación consume la mayor cantidad de cloruro de calcio. El cloruro de calcio es relativamente inofensivo para las plantas y el suelo. Como agente descongelante, es mucho más efectivo a temperaturas más bajas que el cloruro de sodio. Cuando se distribuye para este uso, suele adoptar la forma de pequeñas esferas blancas de unos pocos milímetros de diámetro, denominadas gránulos. Las soluciones de cloruro de calcio pueden evitar la congelación a temperaturas tan bajas como −52 °C, lo que las hace ideales para inflar neumáticos de implementos agrícolas como lastre líquido, lo que ayuda a la tracción en climas fríos.
También se utiliza en deshumidificadores de aire químicos domésticos e industriales.

### Revestimiento de carreteras
.

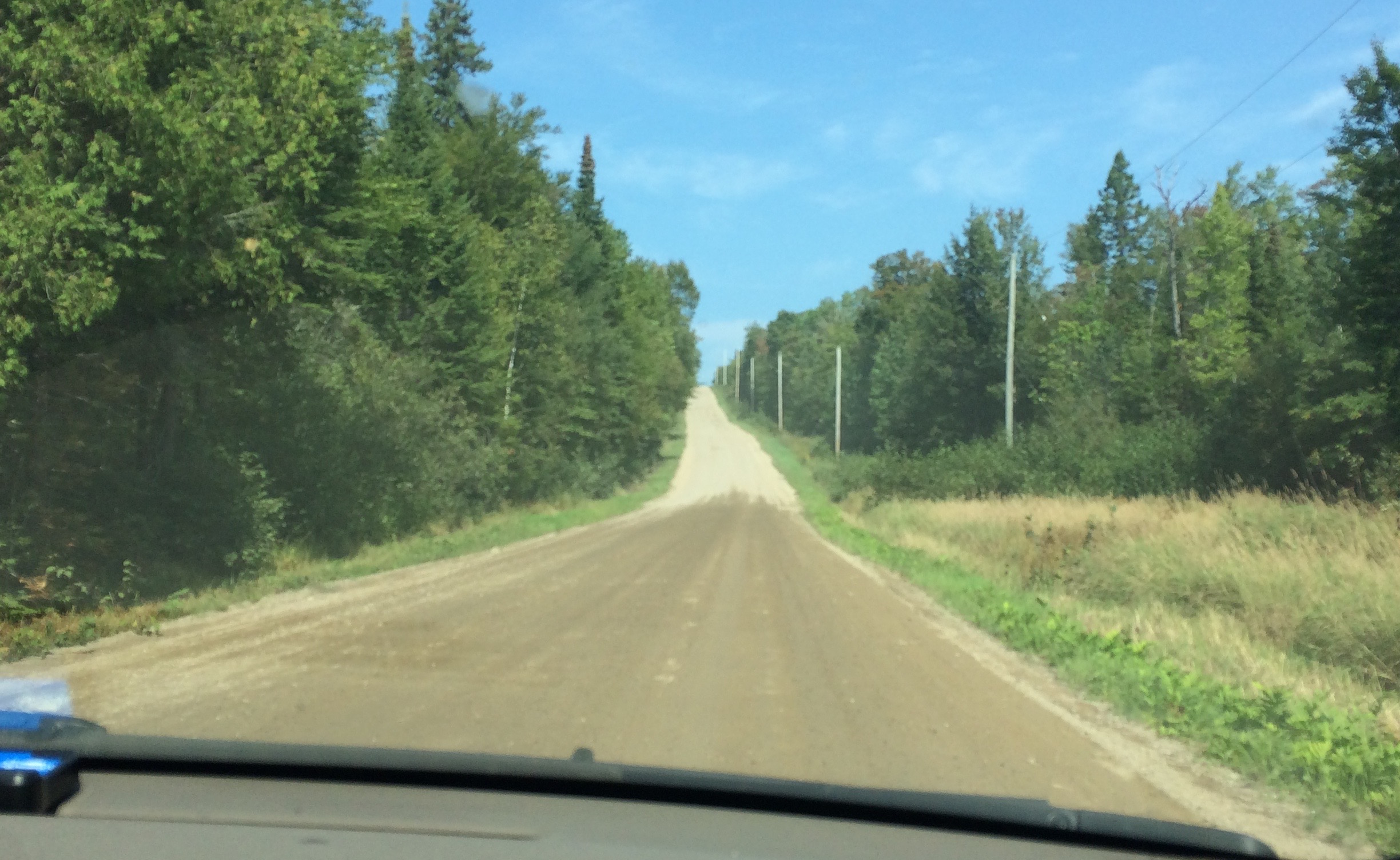
El cloruro cálcico se pulveriza sobre esta carretera para evitar la erosión, dándole un aspecto húmedo incluso en tiempo seco

La segunda aplicación más importante del cloruro cálcico aprovecha su naturaleza higroscópica y la pegajosidad de sus hidratos; el cloruro cálcico es altamente higroscópico y su hidratación es un proceso exotérmico. Una solución concentrada mantiene una capa líquida en la superficie de los caminos de tierra, que suprime la formación de polvo. Mantiene las partículas de polvo más finas en la carretera, proporcionando una capa amortiguadora. Si éstas se desprenden, el árido grueso empieza a desplazarse y la carretera se rompe. El uso de cloruro cálcico reduce la necesidad de grading hasta en un 50% y la necesidad de materiales de relleno hasta en un 80%.

## Otros usos
El cloruro de calcio se usa en mezclas de hormigón para acelerar su tiempo de fraguado, pero los iones de cloro son corrosivos para el hierro por lo que no debe usarse en el hormigón armado. La forma anhidra del cloruro de calcio también puede usarse para este fin y puede servir para determinar la cantidad de humedad en el hormigón.
También se usa en el agua de las piscinas como tampón del pH y para ajustar la dureza del agua.
El cloruro de calcio también se usa como aditivo en plásticos, en extintores y en depuración de aguas.
Las disoluciones exotérmicas de cloruro de calcio son usadas en latas de bebidas y comidas que se autocalientan aprovechando el calor desprendido.
En la industria del petróleo, el cloruro de calcio se utiliza para aumentar la densidad de salmueras libres de sólidos. También se utiliza para inhibir las arcillas expansivas en los fluidos de perforación.
El cloruro de calcio anhidro se usa también como desecante debido a su higroscopia.
En el tratamiento de firmes en vialidad invernal; carreteras o aeropuertos. Se muestra más efectivo que el cloruro sódico a temperaturas más bajas.